# Acalypha digyneia
Acalypha digyneia é uma espécie de flor do gênero Acalypha, pertencente à família Euphorbiaceae.